# 貴鬥力忠茂
貴鬥力忠茂（1967年9月28日—），原名鎌苅忠茂，日本兵庫縣神戶市出身的前大相撲力士（入門時福岡縣福岡市博多區）。身高180cm，重152kg。所屬的相撲部屋是藤島部屋，最高位置是東關脇。
他在1983年初次比賽，在1990年9月晉級幕內，他最為人所知的是他的戰鬥精神，曾10次獲得敢鬥賞和9個金星。他曾兩次獲準優勝，在2000年3月獲得第一次與唯一一次優勝，他於2002年退休，成為大嶽部屋的親方，但是，由於大相撲棒球賭博問題被日本相撲協會開除。
他後來成為摔角選手，現在則經營日式燒肉店(店員多為前力士)和youtuber。
他的前妻是前橫綱大鵬幸喜三女，他四個兒子中三個也是相撲力士。